# 名島啓二
名島 啓二（なじま けいじ）は、日本の漫画家。福岡県出身。
東福岡高等学校、九州産業大学商学部出身。「名島」名義で講談社に投稿した「剣客武勇 浪漫紀行」が第48回ギャグ漫画新人賞奨励賞を受賞。『マガジンSPECIAL』2005年11月号において、読み切り漫画『ちきゅう観測隊!』にて漫画家デビュー。その後、同作品を『週刊少年マガジン』で不定期連載していた。2008年より、『マガジンSPECIAL』誌上にて『聖☆ピスタチオ学園』の連載を開始。2009年に読み切り漫画として『波打際のむろみさん』を掲載、その後正式に連載化した。なお、『波打際のむろみさん』の連載を優先することにしたため、『聖☆ピスタチオ学園』は現在休載となっている。

## 作品リスト

### 連載作品
- 波打際のむろみさん（週刊少年マガジン、2009年8号 - 12号（短期集中連載）、2009年33号 - 2014年26号）全11巻
  - 波打際のむろみさん地元版（名島のツイッターに随時掲載）1巻。2巻以降の発売は未定。
- 聖☆ピスタチオ学園（マガジンSPECIAL、2008年3月号 - 休載中に雑誌が休刊）
- 増すコミ（週刊少年マガジン、2015年16号 - 2016年1号）全2巻
- アーリィは森から出られない。（マガジンSPECIAL、2016年7月号 - 2017年2号）全1巻
- ごーごん母娘の団欒
- うみうしごと　全1巻

### 読切作品
- ちきゅう観測隊!（マガジンSPECIALおよび週刊少年マガジンにて随時掲載）
- おはよう。アサガオさん！（週刊少年マガジンにて掲載）